# Konstantinos Dovas
Konstantinos Dovas (Grieks: Κωνσταντίνος Δόβας; Konitsa, 20 december 1898 - 1973) was een  Grieks militair en interim-premier van Griekenland van 20 september tot 4 november 1961.

## Levensloop
Na een grote militaire carrière werd hij Hoofd van het Koninklijk Huis van koning Paul I van Griekenland.
In 1961 leidde hij even een overgangsregering.